# Petites sœurs des pauvres de saint Pierre Claver
Les Petites sœurs des pauvres de saint Pierre Claver (latin : Congregatio sororum a pauperibus sancti Petri Claver) est une congrégation religieuse enseignante et hospitalière de droit pontifical.

## Historique
En 1899, Louise Aveledo Ostos rejoint les Petites Sœurs des pauvres de Maiquetía à Caracas prenant le nom de sœur Marcelline de saint Joseph ; en 1909, elle est élue supérieure de la communauté de Barranquilla. Entre 1911 et 1912, l'institut est soumis à une grave crise qui pousse près de la moitié des sœurs à quitter la congrégation.
Le 21 novembre 1913, considéré comme le jour de la fondation de l'institut, le pape Pie X autorise Mère Marcelline et ses compagnes de Barranquilla à reprendre la vie religieuse, mais en changeant d'habit et de constitution pour se différencier de la congrégation de Maiquetía.
L'institut reçoit le décret de louange le 11 février 1958 et l'approbation définitive du Saint-Siège le 27 juin 1964.

## Activités et diffusion
Les sœurs se consacrent à l'enseignement et à l'assistance aux malades. 
Elles sont présentes en:
- Amérique : Colombie, Costa Rica, Équateur, Nicaragua, Venezuela, Salvador.
- Europe : Italie, Espagne.

La maison-mère est à Medellín.
En 2017, la congrégation comptait 308 sœurs dans 50 maisons.